# Ad Muncher
Ad Muncher — бесплатная утилита для работы под управлением операционной системы Microsoft Windows, которая позволяет блокировать рекламу, всплывающие окна, баннеры и другие нежелательные объекты на веб-страницах при их посещении в Интернете. Поддерживает браузеры: Internet Explorer, Mozilla Firefox, Google Chrome, Opera, Safari.

## Описание
Ad Muncher осуществляет мониторинг и фильтр над открытыми веб-страницами в Интернете, обеспечивая блокирование принудительно всплывающих окон, баннеров и некоторых других назойливых элементов, среди которых фоновая музыка и звуки, потеря фокуса ввода и множество другой самодеятельности со стороны администрации ресурса, которая не имеет прямого и непосредственного отношения к посещённому сайту.
Утилита поддерживает работу с самыми популярным веб-браузерами, интегрируется в их контекстное меню, добавляет фильтры по адресам или ключевым словам, а также включает расширенные возможности по обработке некоторых программ, в числе которых ICQ, FeedDemon, LimeWire, KaZaA и другие. Среди прочих возможностей можно выделить то, что Ad Muncher умеет определять вредоносные программы типа spyware и adware, запрещает веб-браузерам отправлять информацию на серверы и блокирует Web bug.
Подобные методы Ad Muncher обеспечивают наиболее быструю загрузку веб-страниц, а также экономию интернет-трафика. В дистрибутив встроены более 2000 фильтров, которые можно обновлять из самой программы.